# جبل‌کندی
جبل کندی، روستایی است از توابع بخش انزل و در شهرستان ارومیه استان آذربایجان غربی ایران.

## جغرافیا
روستای جبل‌کندی در ۳۵ کیلومتری شمال شهر اورمیه و در ساحل غربی دریاچه ارومیه واقع شده‌است. خشک شدن دریاچه ارومیه در سالهای اخیر، موجب مواجه شدن روستای جبل کندی با خطر شن‌های روان گردیده‌است، که در سالهای اخیر تدابیر خاصی از جمله کشت گیاهان، مالچ پاشی و ایجاد تپه برای جلوگیری از ورود شن به روستا اندیشیده شده‌است. در حال حاضر سطح آب دریاچه ارومیه افزایش یافته‌است.

## جمعیت
این روستا در دهستان انزل جنوبی قرار داشته و بر اساس سرشماری سال ۱۳۸۵ جمعیّت آن ۳۸۸ نفر (۸۴ خانوار)
بوده‌است. مردم روستای جبل‌کندی به زبان ترکی آذربایجانی صحبت می‌کنند و مسلمان شیعه هستند. شغل اهالی عمدتاً کشاورزی، باغداری و تا حدودی دامداری است.